# 11β-羟孕酮
11β-羟孕酮（英語：11β-Hydroxyprogesterone，缩写11β-OHP，也称为21-脱氧皮质酮，21-deoxycorticosterone，或11β-羟基孕-4-烯-3,20-二酮，11β-hydroxypregn-4-ene-3,20-dione）是一种天然内源性甾体激素和孕酮的衍生物，是强效的盐皮质激素。11β-OHP主要由类固醇11-β-羟化酶（CYP11B1）羟基化孕酮生成，也有少量由醛固酮合酶（CYP11B2）合成。